# Johann Nepomuk Mälzel
Johann Nepomuk Mälzel (Ratisbona, 15 de agosto de 1772 — La Guaira, 21 de julho de 1838) foi um inventor, engenheiro e apresentador de espetáculos alemão, mais conhecido por inventar o metrônomo e vários autômatos musicais.
Mälzel foi amigo de Ludwig Van Beethoven. Eles se conheceram em Viena (Áustria), em 1813. Maelzel fez uma série de trombetas para ajudar Beethoven com sua surdez.